# Мотта-ді-Лівенца
Мотта-ді-Лівенца (італ. Motta di Livenza, вен. Mota de Łivensa) — муніципалітет в Італії, у регіоні Венето, провінція Тревізо.
Мотта-ді-Лівенца розташована на відстані близько 440 км на північ від Рима, 45 км на північний схід від Венеції, 31 км на північний схід від Тревізо.
Населення — 10 795 осіб (2014).

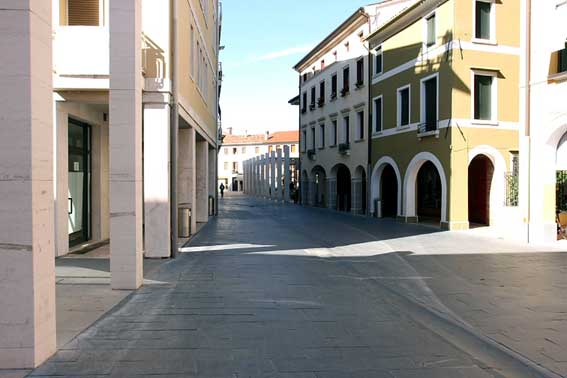

Щорічний фестиваль відбувається 6 грудня. Покровитель — святий Миколай.
Тут народився Андреа Лукезі, композитор і органіст

## Демографія
Населення за роками:

Станом на 1 січня 2023 року в муніципалітеті офіційно проживало 1614 іноземців з 51 країни, серед них 617 громадян країн Євросоюзу та 51 громадянин України.

## Сусідні муніципалітети
- Анноне-Венето
- Чессальто
- К'ярано
- Горго-аль-Монтікано
- Медуна-ді-Лівенца
- Сан-Стіно-ді-Лівенца